# الدوري الهولندي الدرجة الأولى 1965–66
الدوري الهولندي الدرجة الأولى 1965–1966 هو الموسم العاشر من الدوري الهولندي الدرجة الأولى منذ إنشائه في عام 1956. فاز بهذا الموسم فورتونا سيتارد.

## الفرق
يشارك 20 نادي في الدوري: النادي الذي يحتل المرتبة الأولى في هذا الدوري يتأهل مباشرة إلى الدوري الهولندي الممتاز، تأهل في هذه الدوري فورتونا سيتارد.